# João Matos
João Matos (Lisboa, 20 de fevereiro de 1974) é um argumentista, escritor e jornalista português. É casado com a também argumentista Raquel Palermo com a qual tem dois filhos.

## Biografia
João Lacerda Matos é licenciado em Ciências da Comunicação pela Faculdade de Ciências Sociais e Humanas da Universidade Nova de Lisboa (curso de 1992 a 1996). Em 2018 terminou o Mestrado em Comunicação cultura e Tecnologia da Informação no ISCTE, com 17 valores. É doutorando em Média Digitais na Universidade Nova de Lisboa.
Começou a trabalhar como jornalista na TSF, no jornal Manhã Popular, na revista Factos e no Semanário. No online, foi editor-coordenador do site TSF.pt.
Em 2000 conheceu a sua atual esposa, Raquel Palermo e começaram a escrever em parceria, no projeto online de jornalismo e ficção Imaterial.tv. 
No início de 2001 o site Imaterial.tv encerrou devido a salários em atraso e a problemas com a Segurança Social.
Em agosto desse mesmo ano após a apresentação conjunta com Raquel Palermo de uma sinopse para uma série televisiva à produtora NBP (agora designada por Plural), são convidados a fazerem parte da equipa fundadora de argumentistas da Casa da Criação e o primeiro projeto de João Matos foi a versão portuguesa da telenovela mexicana Mirada de Mujer de seu nome Nunca Digas Adeus da TVI, fazendo parte da equipa de argumentistas que fez a adaptação.
Entretanto passadas poucas semanas abandona o projeto devido ao convite da TVI para pertencer à equipa de argumentistas responsável pela adaptação para a versão portuguesa da telenovela argentina Muñeca Brava, com o nome de Anjo Selvagem.
Em 2002 acumula um segundo projeto ao integrar uma outra equipa de argumentistas responsável pelo guião da novela O Último Beijo da TVI.
No ano de 2003 integra a equipa liderada por Maria João Mira e Margarida Carpinteiro na elaboração do guião da novela Queridas Feras da TVI, tendo sido a partir desse ano promovido pelos responsáveis da NBP a Co-Autor. Durante esse mesmo ano mantém-se na equipa da argumentista Maria João Mira, colaborando no guião da novela Saber Amar da TVI.
Ainda em 2003 colabora com Maria João Mira e Durval Lucena no guião da primeira temporada da série infanto-juvenil Morangos com Açúcar da TVI.
Já em 2004 estreia-se no teatro ao escrever o monólogo De Olhos Fechados em conjunto com a sua esposa Raquel Palermo. E após uma curta ausência, João Matos regressa aos guiões televisivos ao colaborar novamente com Maria João Mira na escrita da segunda temporada de Morangos com Açúcar da TVI.
Em 2005 escreve a peça de teatro Histórias de Abalar novamente em conjunto com a sua esposa  Raquel Palermo e que foi encenada no 1º Encontro Nacional de Autoras de Teatro. A convite da Skylight colabora no guião do episódio "Caçar a Pantera" da série O Clube das Chaves da TVI.
Este seria o seu ano de afirmação na TVI, tudo porque tinha recebido o convite da Casa da Criação para escrever e coordenar a sua primeira novela a solo, convidando para a sua equipa os argumentistas Lígia Dias, Pedro Lopes e Sara Rodrigues e assim nasceu a novela Mundo Meu.
O ano seguinte marcava a sua transferência da Casa da Criação para a Plot / DotSpirit (na altura era a casa criativa da SIC) e o seu primeiro projeto seria a adaptação da telenovela argentina Floricienta, de seu nome Floribella. O argumentista Miguel Viterbo é convidado pela SIC para coordenar o projeto e a pedido de João Matos contrata as argumentistas Raquel Palermo e Vera Sacramento à TVI, de modo a juntarem-se a ele na co-autoria da primeira temporada de Floribella.
Nesse mesmo ano a convite da Skylight integra a equipa de argumentistas responsável pelo guião do programa humorístico Câmara Café da RTP 1. Ainda em 2006 é convidado pela Plot / DotSpirit a adaptar e coordenar a versão portuguesa da telenovela chilena Los Treinta, designada por Jura da SIC e convida as argumentistas Catarina Dias (ex TVI) e a estreante Mafalda Ferreira a trabalharem consigo no guião da novela.
Já em 2007 tem mais um projeto na SIC ao coordenar e escrever a adaptação da telenovela argentina Chiquititas Sin Fin, com o nome de Chiquititas, o argumentista convidou Ana Morgado, Mafalda Ferreira e a estreante Raquel Shefer a escreverem consigo a novela.
Em 2008 a Skylight convida novamente o argumentista, mas desta vez a colaborar no guião de 6 episódios da série Campeões e Detectives da TVI. Nesse ano voltava novamente a escrever na SIC e também a coordenar a adaptação da telenovela argentina Rebelde Way, a versão portuguesa teria o mesmo nome. Os argumentistas Catarina Dias, Ana Morgado, Pedro Cavaleiro (ex RTP), Raquel Palermo (ex RTP) e a estreante Filipa Guimarães integraram a equipa de João Matos na autoria da adaptação.
Este seria o ano em que trocava a Plot / DotSpirit pela Valentim de Carvalho, para assumir o cargo de coordenador de argumentação de séries infanto-juvenil e o cargo de sub-diretor de conteúdos e programação do canal comercial angolano TV Zimbo. Mas pouco tempo depois demite-se devido ao convite da produtora TDN (associada à SIC), para assumir o cargo de coordenador de argumentação de séries infanto-juvenil e de game-show's para crianças.
No início do ano de 2009 fica desempregado tudo porque a produtora TDN tinha sido vendida pela SIC à produtora SP Televisão. Após poucos meses de ausência a SIC contrata-o para o cargo de coordenador-executivo dos programas daytime.
No ano de 2010 abandona a SIC e vai para a produtora Coral Vision Europa, para escrever Heartbeats para a Shangai Media Group, ficou livre após o término do projeto.
Perto do final de 2011 volta à casa que o lançou, a Plural (antiga NBP).
O seu primeiro projeto no regresso a casa seria já em 2012 na co-autoria do filme Vidas a Crédito de Raquel Palermo para a RTP 1. Como não tinha projetos na Plural em 2011 e no início do ano seguinte, colaborou com a SP Televisão no guião da terceira temporada de Pai à Força da RTP 1. Em 2012 também para a RTP 1, é co-autor do filme E Depois, Matei-o produzido pela Plural.
Ainda em 2012, coordenou os argumentistas da novela Louco Amor da TVI, com autoria de Tozé Martinho e também escreveu a série Portal do Tempo da TVI.
Em 2013, o argumentista assinou, pela primeira vez como autor principal, a novela Mundo ao Contrário da TVI.
Mais recentemente, e em conjunto com António Barreira, foi um dos autores principais de O Beijo do Escorpião, também da TVI, que se tornou na telenovela com melhores resultados audimétricos nos últimos anos e crucial para que a TVI voltasse à liderança no formato de telenovelas.
Após dois anos a trabalhar na produtora Plural, em coordenação de conteúdos, João Matos abandona a Media Capital. Na mesma altura, começa a dar aulas na Universidade Europeia.
Em 2016 trabalhou na série "3 Mulheres", da David e Golias, como scriptdoctor.
Em 2017 coordenou a nova versão de "Inspetor Max" para a Coral/Produções Fictícias, passando a assinar como João Lacerda Matos.
Em 2020, o guionista foi autor da ideia original  da série "Vento Norte", para a RTP, produzida pela recém criada Recados do Mundo, com Almeno Gonçalves, Tó Melo, Natália Luiza e Joana Barrios.
Nesse ano João Matos escreve ainda o argumento do filme "Salgueiro Maia - o implicado" de Sérgio Graciano, produzido pela Skydreams, com Tomás Alves e Filipa Areosa.
No dia 12 de Agosto de 2020 foi anunciado que o projeto "O Chefe Jacob" escrito em  co-autoria com Raquel Palermo foi um dos projetos de ficção vencedores do concurso ICA Netflix 2020.
Desde Fevereiro de 2020 é argumentista na SIC, escrevendo várias séries para a OPTO e novelas para SIC. A primeira série estreada na nova plataforma de streaming da SIC chama-se "O Clube", produzido e realizado por Patrícia Sequeira conta com Vera Kolodzig, Filipa Areosa, Sara matos, Margarida Vila Nova e Luana Piovani nos papéis principais.
Em 2021 integra a equipa de escrita da série A Lista. Também nesse ano estreia a 3ª temporada da série O Clube.
Em 2024, estreia a novela Senhora do Mar, escrita em parceria com Raquel Palermo.